# Ashley C. Williams
Ashley Christina Williams (ur. 24 stycznia 1984 w Bostonie) – amerykańska aktorka i piosenkarka.

## Życiorys
Urodziła się w Bostonie, w stanie Massachusetts. W 2005 roku ukończyła American Academy of Dramatic Arts, gdzie otrzymała nagrodę Charlesa Jehlengera za doskonałość w działaniu.

## Kariera
Zadebiutowała w 1988 roku w filmie Willow rolą Nelwyn Villager. Pierwszą główną rolę otrzymała w filmie Ludzka stonoga, gdzie wcieliła się w rolę Lindsay.
Jest współzałożycielką Mind The Art Entertainment, gdzie pełni funkcję wiceprezesa zarządu.

## Filmografia
| Filmografia | Filmografia    | Filmografia     | Filmografia                               |
| Rok         | Film           | Rola            | Uwagi                                     |
| ----------- | -------------- | --------------- | ----------------------------------------- |
| 1988        | Willow         | Nelwyn Villager | debiut filmowy (niewymieniona w czołówce) |
| 2009        | Ludzka stonoga | Lindsay         | Główna rola                               |
| 2011        | Empty          | Piper           | Główna rola                               |